# Port de Pori
Le port de Pori (finnois : Porin satama, LOCODE:FI POR) est un port situé à Pori en Finlande,.

## Présentation
Le port se compose fonctionnellement de deux zones portuaires :
- Port de Mäntyluoto,
- Port de Tahkoluoto (fi)[3]

Le port peut accueillir des navires de taille Cape, Panamax, Handy et collecteur. 
La longueur totale des jetées du port est de 2,7 km.
Le port de Pori a un service de rotations vers plusieurs ports d'Europe du Nord, entre-autres vers Hambourg, Gand, Saint-Pétersbourg et Teesport.
Le port de Pori est desservi par les routes régionales 272 et 269.

## Mäntyluoto
Le port de Mäntyluoto dispose de quais pour le trafic de conteneurs et de vrac sec. 
La capacité de la grue peut atteindre 200 tonnes.
Le tirant d'eau maximum autorisé à Mäntyluoto est de 12,0 mètres.

## Tahkoluoto
Le port de vrac de Tahkoluoto a un tirant d'eau de 15,3 mètres qui permet l'accès aux navires Capesize. 
La manutention de produits pétroliers et chimiques opère dans une zone distincte.

## Galerie

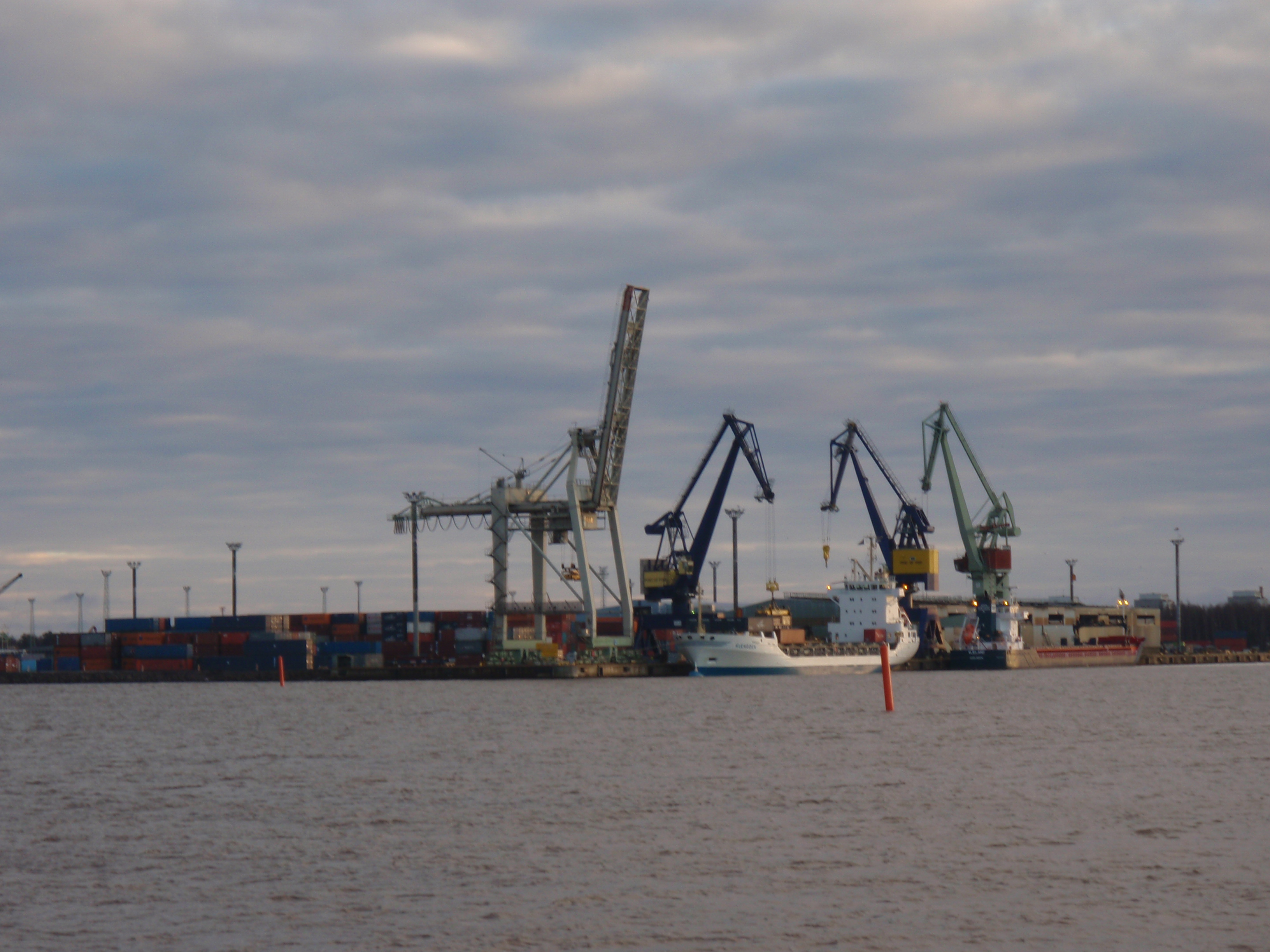
Le port de Mäntyluoto.
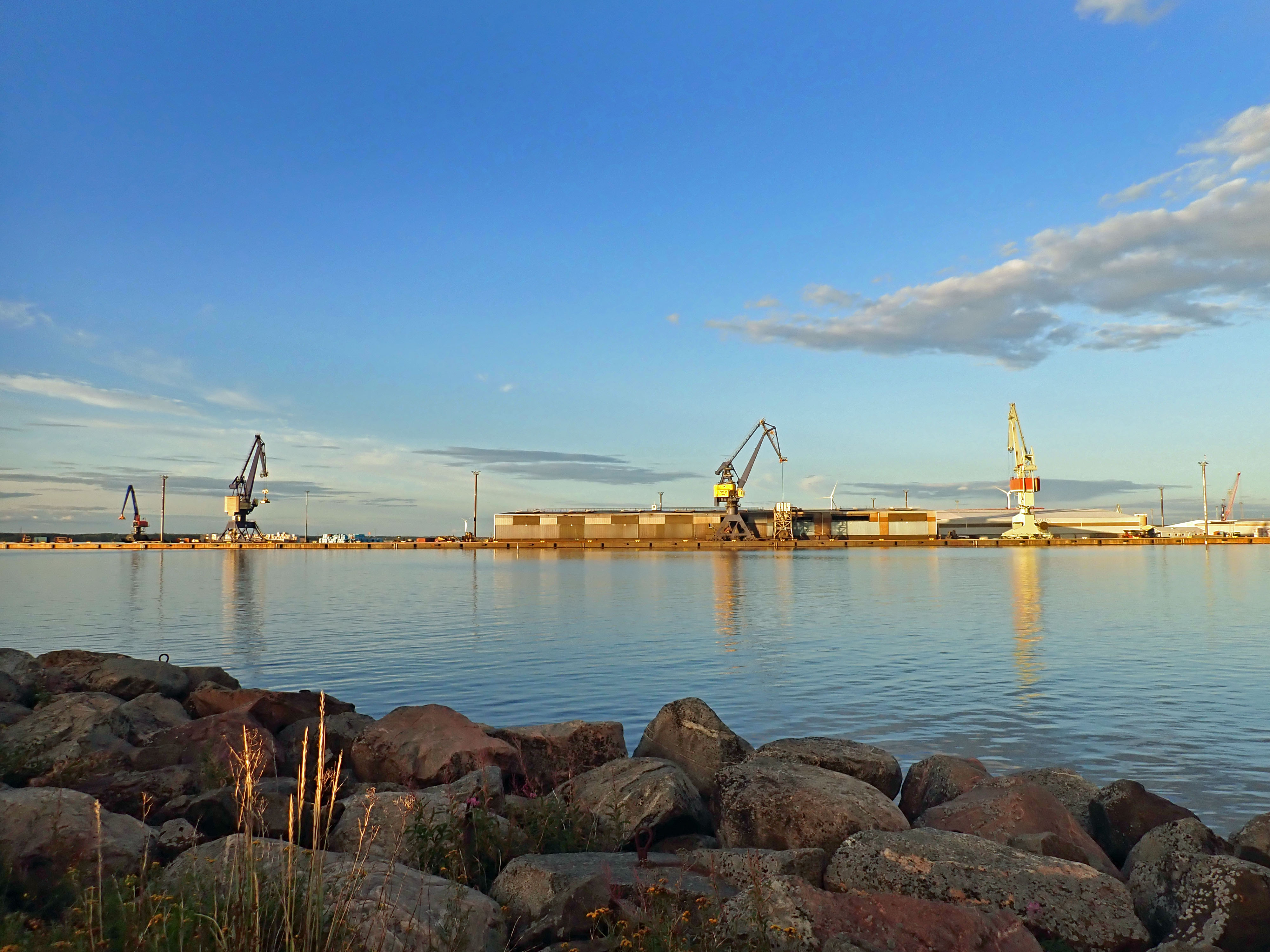
Le port de Mäntyluoto.